# Robert Merz (Basketballspieler)
Robert Peter Merz (* 21. Februar 2000) ist ein deutscher Basketballspieler.

## Laufbahn
Merz spielte in der Jugend zunächst für den PSV Ingolstadt, den TSV Etting, den MTV Ingolstadt, den TSV Jahn Freising, die Internationale Basketball Akademie München sowie den FC Bayern München, ehe er in der Sommerpause 2018 zum Nürnberg Falcons BC in die 2. Bundesliga ProA wechselte. Zudem wurde er mit einer „Doppellizenz“ für Einsätze in der Regionalliga im Hemd der TS Herzogenaurach ausgestattet. Im Laufe des Spieljahres 2018/19 stand er für Nürnberg in vier ProA-Spielen auf dem Feld, mit der Mannschaft erreichte er die Vizemeisterschaft in der zweithöchsten deutschen Spielklasse und somit den sportlichen Aufstieg in die Basketball-Bundesliga.
Im Sommer 2019 wechselte er zum Drittligisten Basketball Löwen Erfurt. Den abermaligen Sprung in die zweithöchste deutsche Spielklasse, 2. Bundesliga ProA, machte er im Sommer 2021 mit seinem Wechsel zu den Bayer Giants Leverkusen. Im Januar 2023 schloss sich Merz dem Drittligisten EN Baskets Schwelm an.